# École nationale de commerce et de gestion
Les Écoles nationales de commerce et de gestion (ENCG) sont un réseau de grandes écoles de commerce parmi les plus prestigieuses au Maroc. Elles ont pour vocation d'offrir d'une formation de qualité pour les futurs cadres et managers dans les domaines du commerce et de la gestion.
Chaque année, des milliers d'étudiants sont sélectionnés en fonction de leur note de baccalauréat et d'un concours national pour rejoindre l'établissement. De même, des passerelles sont possibles pour rejoindre l'école en 3e et 4e année des études.
Le réseau des ENCG est constitué de 12 écoles réparties dans tout le territoire marocain qui proposent le même programme d'études et délivrent le même diplôme.

## Formation
La formation au sein des ENCG, s’étale sur 5 ans en formation initiale et est sanctionnée par l'obtention du diplôme des Écoles Nationales de Commerce et de Gestion (Bac+5, diplôme d'État marocain, niveau Master). L'échec avant la validation des cinq années ne donne droit à aucun autre diplôme (ex: Bac+2 ou Bac+3).
Au travers des trois premières années d'études faisant office de tronc commun, la quatrième et cinquième année constitue une année de spécialisation, durant laquelle deux branches sont proposées aux étudiants:
Filière Gestion:
- Gestion financière et comptable (GFC)
- Audit et Contrôle de Gestion (ACG)
- Management des Ressources Humaines (MRH)
- Management de la logistique (LM)

Filière Commerce:

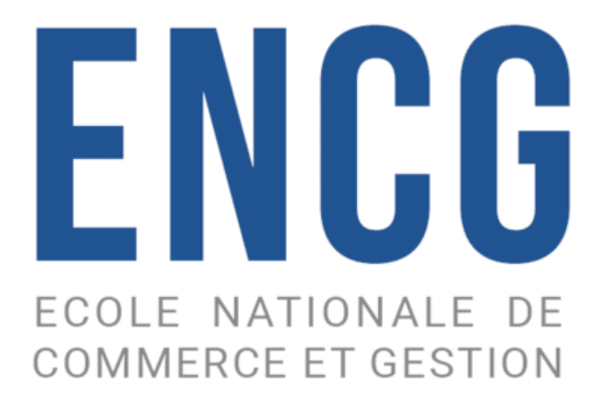
Logo du réseau ENCG

- Marketing et action commerciale (MAC)
- Publicité et Communication (PC)
- Commerce international (CI)
- Management de la relation Client (CRM)

Des formations continues sont également proposées mais dont le programme et les conditions d'accès sont gérés par les établissements respectifs et débouchent sur un diplôme d'université.

## Liste
| Nom              | Sigle   | Université d’appartenance            | Date de fondation                    | Observation                                                      |
| ---------------- | ------- | ------------------------------------ | ------------------------------------ | ---------------------------------------------------------------- |
| ENCG Settat      | ENCG-S  | Université Hassan-Ier                | 1994 (Première ENCG fondée au Maroc) | Classée troisième meilleure école de Commerce au Maroc en 2025,. |
| ENCG Agadir      | ENCG-A  | Université Ibn Zohr                  | 1994                                 |                                                                  |
| ENCG Tanger      | ENCG-T  | Université Abdelmalek Essaâdi        | 1995                                 |                                                                  |
| ENCG Oujda       | ENCG-O  | Université Mohammed Ier              | 2003                                 |                                                                  |
| ENCG Marrakech   | ENCG-M  | Université Cadi Ayyad                | 2004                                 |                                                                  |
| ENCG Kénitra     | ENCG-K  | Université Ibn Tofail                | 2005                                 |                                                                  |
| ENCG El Jadida   | ENCG_J  | Université Chouaib Doukkali          | 2006                                 |                                                                  |
| ENCG Casablanca  | ENCG-C  | Université Hassan II de Casablanca   | 2007                                 |                                                                  |
| ENCG Fès         | ENCG-F  | Université Sidi Mohamed Ben Abdellah | 2007                                 |                                                                  |
| ENCG Dakhla      | ENCG-D  | Université Ibn Zohr                  | 2016                                 |                                                                  |
| ENCG Meknès      | ENCG-M  | Université Moulay-Ismaïl             | 2019                                 |                                                                  |
| ENCG Béni Mellal | ENCG-BM | Université Sultan Moulay Slimane     | 2019                                 |                                                                  |

## Vie estudiantine
Divers clubs et associations internationales sont présentes au sein des campus du réseau ENCG.

## Partenariats Internationaux
Le réseau de partenariats compte plusieurs établissements en Europe, Asie, et en Amérique du nord.
Chaque ENCG a son propre programme d'échange et de mobilité internationales.
| Pays       | Etablissement                                      |
| ---------- | -------------------------------------------------- |
| France     | Kedge Business School                              |
| France     | Neoma Business School                              |
| France     | ESC Clermont Business School                       |
| France     | IAE Dijon - IAE Lyon- IAE Saint-Étienne-IAE Rennes |
| France     | Brest Business School                              |
| France     | Pôle Léonard de Vinci                              |
| France     | ESCEM                                              |
| France     | Ychools (South Champagne Business School)          |
| France     | ESC Pau Business School                            |
| France     | ISCID-CO Dunkerque- International Business School  |
| France     | Montpellier Business School                        |
| France     | ESDES Lyon Business School                         |
| France     | ESC Pau BS                                         |
| États-Unis | Indiana State University                           |
| États-Unis | University of Bridgeport                           |
| États-Unis | Springfield College                                |
| Espagne    | IQS School of Management- Universitat Ramon Llull  |
| Belgique   | HEC Liège                                          |
| Belgique   | Faculté Warocqué d'Economie et de Gestion          |
| Allemagne  | Ludwigshafen University of Business and Society    |
| Bulgarie   | ESFAM - École de Management de la Francophonie     |
| Finlande   | Centria University of Applied Sciences             |
| Chine      | Chongqing Technology and Business University       |
| Chine      | Wuhan University of Science and Technology         |

## Anciens étudiants
- Bernard Goumou: Homme d'État guinéen, Premier ministre du 20 août 2022 au 19 février 2024, lauréat de l'ENCG de Settat[9].